# Bayern Múnich Júnior
El Bayern Múnich Júnior, también conocido con el término de cantera, hace referencia a las categorías inferiores y de formación de fútbol del Bayern Múnich. En la actualidad la entidad cuenta con seis equipos filiales donde forma tanto futbolística como educacionalmente a los posibles futuros jugadores de la primera plantilla.
Fundado en 1902 y reestructurado en 1995, las categorías inferiores del Bayern Múnich han albergado a muchos jugadores que se han vuelto en jugadores habituales de la 1. Bundesliga y de la selección de fútbol de Alemania. La visión del equipo Júnior es "educar a los jugadores jóvenes de modo de que será posible para el Bayern Múnich mantener una posición global en el fútbol en el próximo milenio", siendo su misión "dar el mejor desarrollo para los jóvenes en el club de fútbol".
La penúltima etapa para los jóvenes en el Bayern es el Bayern Múnich II.

## Organización
Con 165 jugadores, 16 instructores y entrenadores, 1 fisioterapeuta y 1 masajista (a fecha de 2006), los niños son entrenados en todas las posiciones. No obstante, no les enseñan a jugar en 2 o más posiciones.
El equipo juvenil generalmente suele usar una formación de 4-3-3. Los jugadores extranjeros suelen vivir en un bloque de apartamentos con 13 habitaciones individuales dentro de los terrenos del club en la Säbener Straße. La instalación permite (como muchos otros clubes de alto perfil), que el primer equipo y los equipos juveniles entrenen en el mismo lugar.
Para los jugadores que poseen edades entre los 15 y 18 años y que viven demasiado lejos del campo de entrenamiento, el club tiene para ellos un edificio residencial, pudiendo vivir hasta 14 jóvenes. Además poseen de un empleado en el edificio de la residencia donde en la mañana despierta a los jóvenes y prepara un desayuno bufé. También se encarga de otros pequeños problemas que pudieran tener los jugadores jóvenes. Hay hasta ocho profesores a tiempo parcial que están disponibles para apoyar a los jugadores juveniles para compensar las brechas educativas. A su vez, la planta baja del centro juvenil es también la oficina del equipo júnior y una sala de reuniones para los entrenadores.

## Ojeo
El Bayern Múnich tiene ojeadores en todo el mundo, aunque la mayor parte del ojeo sucede en el centro de Múnich. Thomas Hitzlsperger, Christian Lell, Andreas Ottl, Philipp Lahm, Bastian Schweinsteiger, Holger Badstuber, Diego Contento y Thomas Müller son todos de Múnich, o dentro de un radio de 70 km de la ciudad.
Como parte de la reestructuración y para ayudar a encontrar jugadores para el equipo júnior, el Bayern Múnich ha desarrollado un "Día de talentos" en el que se evalúan hasta 500 niños. Estos eventos suelen ocurrir entre el sábado y el domingo. El formato utilizado es de 3 partidos de veinte minutos por lado en cinco campos de fútbol de tamaño reducido. Los ojeadores por lo general buscan que en los participantes posean alguna hábilidad particular, buen regate, buena visión, o que puedan hacer frente al balón. Un promedio de siete niños son elegidos para formar parte del equipo júnior durante el "Día de talentos". Los "Días de talento" han llamado la atención de todo el mundo. El evento ha atraído a participantes de toda Alemania, junto con participantes de otros países como Austria, Francia, Italia, Egipto, Eslovenia, Eslovaquia y Australia.
En el 2003, el Bayern Múnich comenzó a asociarse con otros clubes. Los socios son SpVgg Unterhaching, Ingolstadt 04, Kickers Offenbach, Ulm 1846, 1860 Rosenheim, SpVgg Landshut, TSV Milbertshofen y SC Fürstenfeldbruck. SpVgg Unterhaching, Ingolstadt 04, Kickers Offenbach y Ulm 1846 son denominados socios élites. 1860 Rosenheim y SpVgg Landshut son socios regionales. Mientras que el TSV Milbertshofen y el SC Fürstenfeldbruck son socios locales. Udo Bassemir es responsable por los acuerdos entre estos clubes.

## Equipos de formación
Los distintos equipos y su categoría son los siguientes:
- Bayern de Múnich sub-19 - A-Junioren Bundesliga Süd/Südwest
- Bayern de Múnich sub-17 - B-Junioren Bundesliga Süd/Südwest
- Bayern de Múnich sub-16
- Bayern de Múnich Juvenil
- Bayern de Múnich sub-12
- Bayern de Múnich sub-11
- Bayern de Múnich sub-9

## Instalaciones

### Säbener Straße
En la ciudad deportiva también se encuentra un Centro de Alto Rendimiento, compuesto por una sala de pesas y fitness, sala de masajes, oficina de entrenadores, bibliotecas, vestuarios, duchas, zonas de reuniones familiares, cafeterías, sala de aprendizaje interactivo usado principalmente para el aprendizaje de idiomas y ofimática. La sede también posee lugares para la relajación y esparcimiento como piscinas, el auditorio y un cine propio.
El campo de entrenamiento de Säbener Straße suele ser usado por todos los equipos del Bayern Múnich, desde el primer equipo a los benjamines. De los cinco campos existentes, dos de ellos cuentan con calefacción bajo césped. En total cuenta con 80.000 m², donde también se encuentran dos campos de césped artificial, un campo de vóley-playa y un pabellón multiusos.
Las instalaciones de entrenamiento para los profesionales y los juveniles se hallan en München-Giesing. Hay cuatro canchas de césped, una de ellas es de césped artificial y otra es multifuncional.
El local de los jugadores fue abierto en 1990 y fue reconstruido en la temporada de 2007-08 según las sugerencias del técnico, Jürgen Klinsmann, quien tomó inspiración de otros clubes. El local se denomina ahora centro de funcionamiento e incluye un centro de ejercicios para bajar de peso y mantenerse en forma, una unidad de masaje, un vestidor, las oficinas de los técnicos, y un salón de conferencias. Además hay un café, una biblioteca y una sala de aprendizaje electrónico.
En la sede principal del Bayern está también la academia de jóvenes, con viviendas para más de 13 talentos en las afueras de la ciudad. Al ser parte, los jugadores promesa de la cantera pueden mejorar y avanzar como futbolistas. Algunos de los que pasaron por la academia son Owen Hargreaves, Michael Rensing, Bastian Schweinsteiger, Philipp Lahm, Holger Badstuber y Thomas Müller.

### FC Bayern Campus
El FC Bayern Campus es un complejo deportivo ubicado en la ciudad de Múnich que actualmente se encuentra en obras. Desde el 16 de octubre de 2015 sirve como el centro de formación de los equipos juveniles del club. Su culminación esta prevista para el 2017, junto con una academia de fútbol, ocho nuevos campos de fútbol y una sala polivalente para los jugadores de balonmano y baloncesto.
El centro cuenta con aproximadamente 30 hectáreas, vendidas por el estado al club alemán en 2006, y está ubicado en la antigua sede de los cuarteles Fürst-Wrede en el Ingolstädter Straße en el norte de Múnich, 2,5 km al suroeste del Allianz Arena en el distrito Freimann. Los costes de este centro se han calculado en 70 000 000 euros. El objetivo del complejo es aliviar la carga de trabajo que actualmente posee la Säbener Straße en el distrito de Giesing.

### Residencia de la cantera
Construido en 1990, la residencia de la cantera del Bayern Múnich, se encuentra directamente junto a las oficinas del club, al igual que el antiguo edificio de los jugadores del primer equipo. En esta residencia, conviven hasta trece jugadores de edades comprendidas entre los 15 y 18 años, cuyas viviendas se encuentren alejadas de la Säbener Straße. Esto facilita el desplazamiento diario hacia los campos de entrenamiento. El recinto además posee una habitación de huéspedes para los jugadores en período de pruebas.
En el piso superior existe una estancia común, que cuenta con cocina y sala de juegos. También dispone de once tutores quienes complementan la formación académica de los jugadores, compensando así las posibles faltas a clase. En la planta baja está la sala de reuniones para los entrenadores, así como las oficinas de los equipos de cantera. En esta planta tienen lugar las charlas y presentaciones.
De esta residencia han salido jugadores como Holger Badstuber, Bastian Schweinsteiger, Owen Hargreaves, Piotr Trochowski o Sammy Kuffour, siendo David Alaba el último jugador que ha logrado dar el salto al primer equipo desde la residencia de la cantera tras firmar su primer contrato profesional en la temporada 2010-2011.

## Palmarés
- German Under 19 championship
  - Campeón: 2001, 2002, 2004
  - Subcampeón: 1998, 2006, 2007, 2012
- German Under 17 championship
  - Campeón: 1989, 1997, 2001, 2007
  - Subcampeón: 2000, 2009
- Under 19 Bundesliga South/Southwest
  - Campeón: 2004, 2007, 2012, 2013
- Southern German Under 19 championship
  - Campeón: 1950, 1954
- Southern German Under 15 championship
  - Campeón: 1982, 1985, 1987, 1990, 1991
- Bavarian Under 19 championship
  - Campeón: 1950, 1954, 1966, 1972, 1973, 1981, 1985, 1987, 1991, 1992, 1994–96
  - Subcampeón: 1946, 1960, 1964, 1980, 1999‡
- Under 17 Bundesliga South/Southwest
  - Campeón: 2009
- Bavarian Under 17 championship
  - Campeón: 1976, 1978, 1983, 1985, 1986, 1988, 1989, 1993, 1994, 1997, 1998, 2000, 2010‡, 2014‡
  - Subcampeón: 1982, 1987, 1990, 1992, 1996, 2012‡, 2015‡
- Bavarian Under 15 championship
  - Campeón: 1975, 1978, 1982, 1985, 1987, 1990, 1991, 1994, 1995, 2007, 2009
  - Subcampeón: 1976, 1977, 1988, 1992, 2008

- ‡ Equipo reserva